# Kalagré-Mossi
Kalagré-Mossi est une commune rurale située dans le département de Zimtenga de la province de Bam, dans la région Centre-Nord au Burkina Faso. En 2006, la ville comptait 1 075 habitants dont 51,7% de femmes.